# Каведони, Челестино
Челести́но Каведо́ни (итал. Celestino Cavedoni), имя при рождении — Вена́нцио Челести́но Каведо́ни (итал. Venanzio Celestino Cavedoni); 17 мая 1795, Кастельветро-ди-Модена, Модена — 26 ноября 1865, Модена, Эмилия-Романья) — итальянский археолог и нумизмат.

## Биография
Был библиотекарем и хранителем нумизматического музея в Модене.
Написал: «Saggio di osservazioni sulle medaglie di famiglie romane» (1829), «Carellii nummorini Italiae veteris tabulae» (Лпц., 1850), «Numismatica. biblica» (Модена, 1850), «Spicilegio numismatico» (Модена, 1838), «Confutazione degli errori di Ernesto Renan nella sua romantica. vita di Gesù Cristo» (Модена, 1863).
Дополнил начатое Франческо Карелли «Nummorum veterum Italiae quos ipse collegit. descriptio».